# Gabbys dockskåp
Gabbys dockskåp (engelska: Gabby's Dollhouse) är ett amerikanskt komedi- och delvis animerat barnprogram vars första säsong hade premiär den 5 januari 2021. Första säsongen bestod av tio avsnitt. Seriens åttonde säsong har premiär på strömningstjänsten Netflix den 8 augusti 2023. Serien är skapad av Jennifer Twomey och Traci Paige Johnson.

## Handling
Serien kretsar kring den 12-åriga flickan Gabby och hennes kattvänner och deras äventyr i Gabbys dockskåp.

## Rollista i urval
- Laila Lockhart Kraner - Gabby
- Tucker Chandler - Pandy Paws
- Carla Tassara - Carlita
- Juliet Donenfeld - Cakey
- Eduardo Franco - Daniel James "DJ" Catnip
- Tara Strong - Kitty Fairy
- Secunda Wood - MerCat